# Pageshuis
Het Pageshuis, abusievelijk ook Pagehuis genoemd, is een gebouw aan het Lange Voorhout in Den Haag, vlak bij de Kloosterkerk.

## Geschiedenis
Het huis
Het huis is in fases gebouwd. Het perceel waarop het gebouwd is, maakte oorspronkelijk deel uit van het middeleeuwse Vincentius- of Predikheerenklooster dat in het begin van de 15de eeuw werd gebouwd. De kerk van dit klooster is de huidige Kloosterkerk. Er zijn geen aanwijzingen dat het perceel ten tijde van het klooster bebouwd was. Het huis was oorspronkelijk drie traveeën breed. De twee gebeeldhouwde hoofden markeren de oorspronkelijke breedte van het huis. In de 17e eeuw werd het huis met een vensterlengte aan de linkerzijde verbreed en eind 18de eeuw kwam de Chinese kamer boven de poort er ook bij.
Het huis dankt zijn naam aan de pages van de prins van Oranje. Dit waren jonge mannen uit vooraanstaande families, die als cadetten een opleiding volgden aan de Delftse academie. Als ze naar Den Haag werden ontboden om hun functie aan het hof te vervullen, werden ze in het Pageshuis gehuisvest.
Het huis had, net als andere panden aan het Lange Voorhout, een trapgevel. Dit huis was echter staatseigendom, en toen de andere huizen werden gemoderniseerd, bleef bij het Pageshuis de trapgevel bewaard. De gevel wordt gesierd door de hoofden van oorlogsgoden Mars en zijn vrouw of moeder, de wagenmenner Bellona.
Stallen en kanongieterij
Al in de Spaanse tijd was de Kloosterkerk in gebruik als paardenstal en arsenaal, terwijl het kerkkoor als kanonnengieterij gebruikt werd. Speciaal voor deze kanonnengieterij werd in 1621 een toegangspoort gemaakt, die uitkwam ter hoogte van het Lange Voorhout 4. In 1625 werd naast deze ingang een huis gebouwd voor de hoofd-kanonnengieter, het huidige Pageshuis. In 1665 vertrok de geschutsgieter.
Page instituut
In 1747 herstelde Willem IV het page-instituut weer in ere nadat het Tweede Stadhouderloze Tijdperk na 45 jaren voorbij was. Op het Binnenhof was niet genoeg ruimte voor zijn acht pages, dus zij werden op het Lange Voorhout ondergebracht. 's Ochtends en 's avonds moesten zij enkele hoofdstukken uit de Bijbel lezen. 's Zondags nam hun gouverneur ze mee naar de kerk. Verder kregen ze les in krijgskunde, aardrijkskunde en geschiedenis.
Het huis bleef tot 1828 in gebruik als pagehuis. In dat jaar stichtte koning Willem I de Koninklijke Militaire Academie in Breda. Vervolgens werd het instituut daarheen overgeplaatst en werd het Pageshuis onderdeel van de Koninklijke Stallen.

## Restauratie

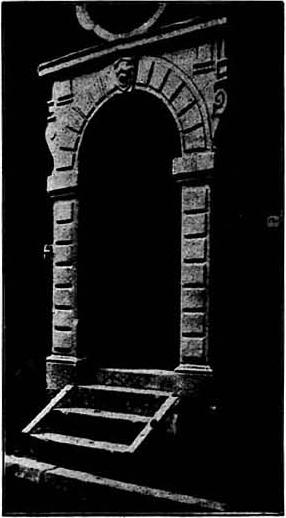
Poortje in de Hartogstraat, Den Haag.

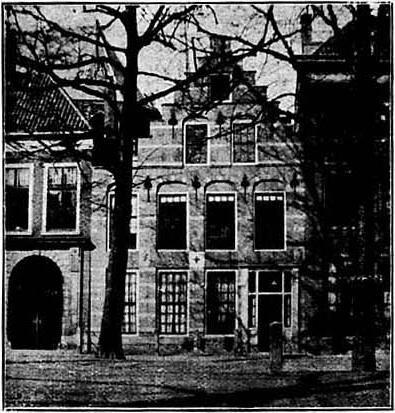
Het Pageshuis voor restauratie.

Eind 19e eeuw tot eind 20e eeuw zetelde hier het hoofdkwartier van Het Nederlandse Rode Kruis. De bedsteden op de begane grond werden als opbergkasten gebruikt.
In 1912 liet Prins Hendrik, voorzitter van het Nederlandse Rode Kruis, het pand grondig restaureren. De witgeschilderde kalklaag, waaronder de gevel op dat moment schuilging, werd verwijderd en de 18e-eeuwse schuiframen werden vervangen door kruiskozijnen. De ingang vormde een probleem. Men ging ervan uit dat deze even monumentaal moest zijn geweest als de rest van de gevel, maar de oorspronkelijke vorm van deze ingang was niet meer te achterhalen. De huidige ingang is een reconstructie, gebaseerd op een poortje aan de Hartogstraat in Den Haag, dat eveneens uit het begin van de 17e eeuw stamt. Ook ging men ervan uit dat boven op de trapgevel oorspronkelijk een beeldhouwwerk had gestaan. Ook over de vorm hiervan tastte men in het duister. Bij gebrek aan een voorbeeld heeft men een zandstenen leeuw geplaatst, afkomstig van een antiquair. In de gang werden 17e-eeuwse zwart-witte vloertegels uit een Delfts huis gelegd en er kwam een grotere trap. Ook de wandtegels in de schouw op de eerste verdieping zijn oorspronkelijk afkomstig uit Delft. De balken onder het dak dateren nog van voor 1650.
Tegenwoordig is het Pageshuis in gebruik als kantoor. Het is jaarlijks te bezichtigen tijdens de Open Monumentendag.